# Brachurapteryx tesserata
Brachurapteryx tesserata är en fjärilsart som beskrevs av Achille Guenée 1858. Brachurapteryx tesserata ingår i släktet Brachurapteryx och familjen mätare. Inga underarter finns listade i Catalogue of Life.